# Nabirat
Nabirat é uma comuna francesa na região administrativa da Nova Aquitânia, no departamento Dordonha. Estende-se por uma área de 16,18 km². Em 2010 a comuna tinha 379 habitantes (densidade: 23,4 hab./km²).